# Aouins
Aouins (sing. aouim; em anim: aowin; awowin) são um subgrupo dos acãs e habitam a fronteira sul entre o Gana e a Costa do Marfim. Estão cercados pelos zemas e sefuis e estão intimamente ligados aos anins. Muitos deles são fazendeiros. Segundo estimado em 1999, há 50 000 aouins.